# Hanna Barvinok
Oleksandra Mikhailovna Bilozerska-Kulish (en ucraniano: Олекса́ндра Михай́лівна Білозе́рська-Кулі́ш; 5 de mayo de 1828-6 de julio de 1911) fue una escritora y folclorista ucraniana que escribió bajo el seudónimo de Hanna Barvinok. Es considerada una de las escritoras más importantes de Ucrania, siendo la primera escritora de la literatura ucraniana moderna y pionera del realismo etnográfico en la escritura ucraniana.

## Biografía

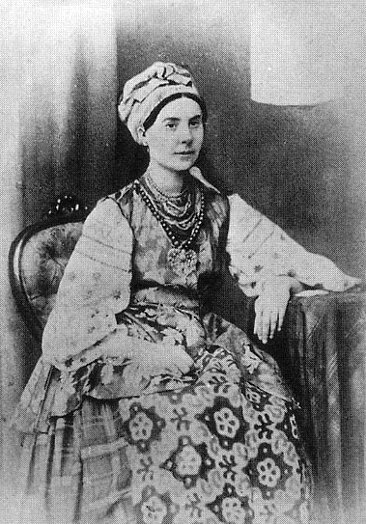
Hanna Barvinok en 1847

Nació el 5 de mayo de 1828 como Alexandra Mikhailovna Bilozerska en el pueblo de Motronivka en la Gobernación de Chernigov, una subdivisión administrativa de la margen izquierda de Ucrania en el Imperio Ruso (ahora parte de la actual Borzna en el Óblast de Chernígov de Ucrania). Cuando era joven, la ciudad sufría incendios frecuentes, lo que finalmente provocó que la casa de su familia se incendiara. Después del incendio, ella y su familia se mudaron a una aldea cercana en Motronivka.
Su familia poseía tierras en Motronivka. Su madre, Paraska Hryhorivna Kostenetska, hija de un soldado cosaco, estaba interesada en las costumbres y canciones tradicionales de Ucrania. Su padre, Mikhail Bilozersky, fue un mariscal de la nobleza local. Tenía fama de ser un librepensador y estaba interesado en la literatura ucraniana moderna. 

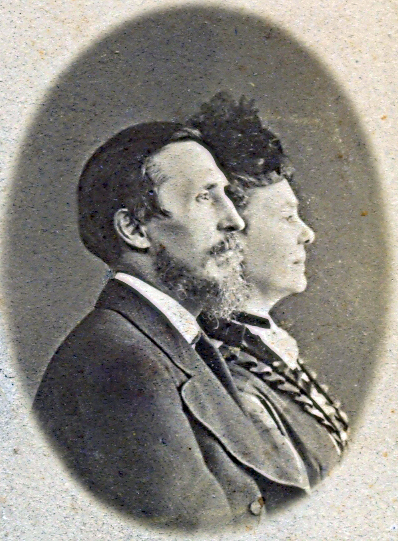
Anna Barvinok con su esposo, 1877

Sus hermanos llamados Vasyl y Mykola, y hermanas llamadas Lyuba y Nadiya, se convirtieron en figuras prominentes en Ucrania. Su hermano Vasyl se convirtió en una figura pública y literaria ucraniana. Su hermano, Mykola, se convirtió en folclorista y etnógrafo. Su hermana Lyuba fue musa y amante del poeta Victor Zabila, y su hermana Nadiya fue la madre de la escritora Nadiia Kybalchych. Sus hermanas y ella estudiaron en internados privados, a los que asistió desde 1834 hasta 1842.
A la edad de quince años, conoció al escritor Panteleimon Kulish en Motronivka, cuando fue invitado por su hermano Vasyl. Cuatro años después, el 24 de enero de 1847, se casaron.
Tras casarse, la pareja viajó a Varsovia. Aproximadamente cuatro meses después de su matrimonio, su esposo fue arrestado y enviado a San Petersburgo. Fue juzgado por escribir The Tale of the Ukrainian People. Tras el arresto de su esposo, tuvo un aborto espontáneo y no pudo volver a tener criaturas. Se trasladó a Tula, siguiendo a su esposo exiliado.
Desde 1854 en adelante, después de que terminó su exilio, con su esposo vivieron en San Petersburgo. En 1883, se establecieron de nuevo en Motronivka.
Cuando se quemó el manuscrito de la traducción ucraniana de la Biblia, en la que Kulish había estado trabajando durante 25 años, ella lo persuadió para que comenzara a trabajar de nuevo.
Después de la muerte de su esposo, Barvinok organizó y recordó sus creaciones literarias. Publicó sus escritos y compiló una serie de varios volúmenes de todas las obras de su vida, aunque solo se publicaron cinco de los 22 volúmenes planificados. También estableció el Museo Panteleimon Kulish en su memoria.
Murió el 6 de julio de 1911 en Motronivka. Fue enterrada junto a su esposo en su antigua granja en la ciudad.

## Obra
Escribió más de 30 historias durante su vida, cuyos personajes principales eran en su mayoría mujeres. Comenzó como escritora en prosa y escribió principalmente sobre la vida popular, específicamente entre las familias y el campesinado, y se sintió especialmente atraída por el "destino de la mujer campesina".
Fue la fundadora y líder del realismo etnográfico en la literatura ucraniana y basó su escritura en sus notas etnográficas personales. Mientras registraba sus observaciones en un viaje a Varsovia, comenzó a recolectar materiales para sus trabajos iniciales.
Comenzó a escribir historias en la década de 1840, con su primer trabajo titulado "El siervo judío". Sus obras comenzaron a publicarse en 1858, bajo un seudónimo elegido por su marido: Hanna Barvinok. Además de su seudónimo más conocido de Hanna Barvinok, también escribió bajo el nombre de A. Nečuj-Viter.
En sus obras literarias, su atención también se centró en los problemas de la familia y las relaciones domésticas, incluida la tiranía familiar ("House Disaster", 1861), el triste destino de estar con un hombre borracho ("Women's Poverty", 1887) y el drama del matrimonio forzado ("Father's Mistake" 1902). También creó figuras de mujeres empoderadas ("Victory", 1887; "Youth Struggle", 1902). Su lenguaje era colorido, figurativo y lleno de proverbios populares. Algunas de sus historias más figurativas fueron "Mermaid", "Flower with tears, tears with flowers", "Disaster is not without good", "Autumn summer". Usando los dialectos de Chernígov y Poltava, así como el conocimiento de las costumbres y el folclore rural, escribió el drama "Mother's Revenge.
Sus obras aparecieron en los almanaques Khata y First Wreath, así como en las revistas Osnova, Pravda y Literaturno-naukovyi vistynk, entre otras. Sus escritos fueron publicados en múltiples colecciones y antologías, incluidas publicaciones póstumas. El escritor ucraniano Borys Hrinchenko elogió su trabajo y llamó a Barvinok «la poetisa del destino de las mujeres».

## Legado

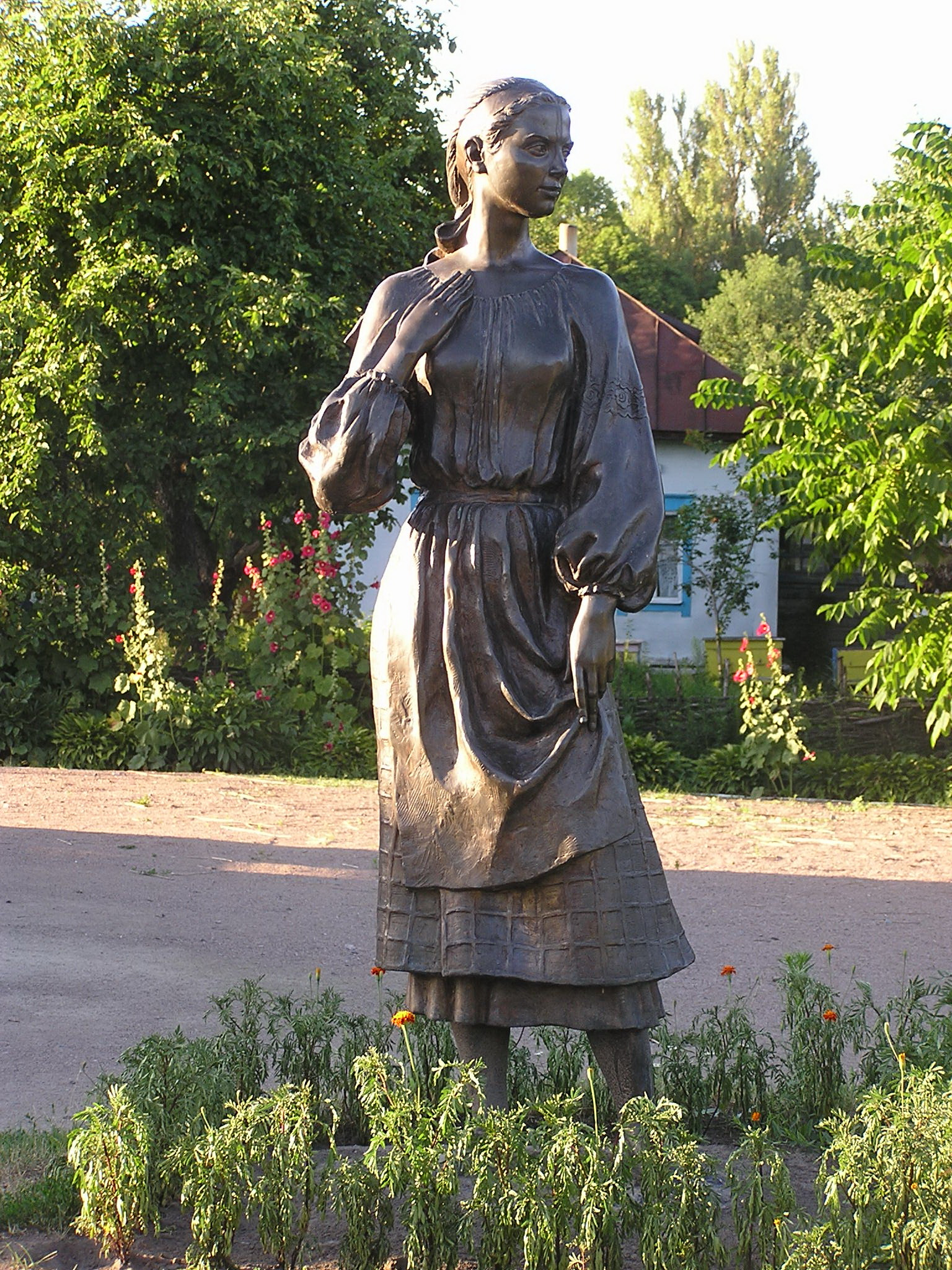
Estatua de Hanna Barvinok en el museo de su ciudad natal

Existen varias calles que llevan el nombre de Hanna Barvinok en Ucrania. Una estatua de Barvinok también se encuentra en su granja histórica, ahora el Hanna Pustyn Historical and Memorial Museum-Reserve.
La colección más completa de su obra se publicó en el libro de 2002 Ганна Барвінок (Inglés: Hanna Barvinok), editado por Volodymyr Yatsyuk y Vasyl Shenderovsky. En 2018, la Unión Nacional de Escritores de Ucrania realizó un evento en Kiev para celebrar su 190 aniversario.